# Библиотека Великого национального собрания Турции
Библиотека Великого Национального Собрания Турции ( тур. Büyük Millet Meclisi Kütüphanesi   ), также известная как Библиотека парламента или библиотека TBMM, является парламентской библиотекой, построенной в 1908 году. Он обслуживает членов Великого национального собрания Турции в своем нынешнем здании с 21 декабря 1960 года 

## Коллекция
В фонде библиотеки около 400 000 произведений.
По состоянию на 20 января 2020 года количество артефактов в каталоге библиотеки составляет 211226 экспонатов.

### Рукописи
В библиотеке 112 рукописей. Среди наиболее интересных из них - газета « Вавейла »  написанная в Красноярском лагере для военнопленных в 1915-1918 гг., И Коран  подаренный библиотеке Бухарской Народной Советской Республикой.

### Система открытого доступа
В соответствии со своей корпоративной политикой Парламентская библиотека предлагает произведения для всех своих пользователей через Систему открытого доступа TBMM.
В рамках системы открытого доступа доступны публикации политических партий, институциональные публикации, редкие работы, написанные на османском турецком языке, различные исследовательские отчеты и другие работы.

## Здание
Нынешнее здание Великого Национального Собрания Турции, в отличие от предыдущих зданий, планировалось таким образом, чтобы включить в него парламент и некоторые из связанных с ним структур. В рамках этого планирования территория, используемая сегодня библиотекой, была разработана специально для обслуживания пользователей. Библиотека, расположенная на площади 2550 м², является ближайшей к парламентариям в главном здании парламента из окружающих зданий.
Справа и слева от входа в библиотеку расположены читальные залы, где для членов парламента представлены местные и иностранные газеты и журналы. Рядом с входным коридором расположены кабинеты руководителей и рабочие кабинеты, пункты выдачи и ксерокопирования, а в конце коридора - Большой читальный зал. В Большом читальном зале вводятся в эксплуатацию информационные / справочные ресурсы, содержащие новую информацию, а старые издания или выпуски других книг, газет и журналов, составляющих большую часть фонда библиотеки, хранятся в четырехэтажном магазине под зал. Помимо офисов технического обслуживания на первом и нижнем этажах библиотеки, читальный зал, расположенный рядом со зданием по связям с общественностью, также обслуживает парламентских советников.

## Структура
В библиотеке существуют следующие подразделения:
- Отдел каталогизации
- Отдел периодических изданий
- Блок журнальной документации
- Блок документации записи
- Блок микрофильма
- Консультативный отдел

## Читатели библиотеки
Хотя библиотека TBMM обслуживает только членов, работающих в рамках учреждения, она открыта для всей страны при условии, что ресурсы, необходимые исследователям, доступны только в библиотеке TBMM.
Чтобы воспользоваться библиотекой в качестве исследователя, необходимо заполнить форму заявки на исследование в Управлении библиотек и архивов.